# Laia Cañigueral
Laia Cañigueral Olivé (n. el 11 de marzo de 1981 en Cassá de la Selva, España) es una política española. Fue diputada por la provincia de Gerona en el Congreso de los Diputados durante la VIII legislatura por ERC, el 21 de mayo de 2019 regresa al Congreso por la XIII legislatura.
Licenciada en Sociología. Cuenta con un postgrado en Participación Ciudadana y Desarrollo Sostenible por la UAB. Cursando postgrado en Gobierno Local. Responsable del Gabinete del Director en la Agencia Catalana de Cooperación al Desarrollo de la Generalidad de Cataluña. Secretaria Nacional de las Relaciones Internacionales de las JERC (Juventudes de Esquerra Republicana de Catalunya).

## Actividad profesional
- Portavoz de la Comisión de Educación y Ciencia
- Portavoz de la Comisión de Cooperación Internacional para el Desarrollo
- Vocal de la Delegación española en el Grupo de Amistad con la Cámara de Diputados de la República Italiana
- Vocal de la Delegación española en el Grupo de Amistad con Venezuela
- Vocal de la Delegación española en el Grupo de Amistad con Perú